# Зволя (Ґарволінський повіт)
Зволя (пол. Zwola) — село в Польщі, у гміні Мясткув-Косьцельни Ґарволінського повіту Мазовецького воєводства.
Населення — 558 осіб (2011).
У 1975-1998 роках село належало до Седлецького воєводства.

## Демографія
Демографічна структура станом на 31 березня 2011 року:
|          | Загалом | Допрацездатний вік | Працездатний вік | Постпрацездатний вік |
| -------- | ------- | ------------------ | ---------------- | -------------------- |
| Чоловіки | 291     | 71                 | 185              | 35                   |
| Жінки    | 267     | 62                 | 131              | 74                   |
| Разом    | 558     | 133                | 316              | 109                  |